# Maria Susanna Cummins
Maria Susanna Cummins (9 de abril de 1827 – 1 de octubre de 1866) fue una novelista estadounidense.

## Biografía
Maria Susanna Cummins nació en Salem, Massachusetts, el 9 de abril de 1827. Fue la hija de David Cummins y Maria F. Kittredge. La familia Cummins residía en Dorchester, Massachusetts. El padre de Maria la inspiró para que se convirtiera en escritora. Estudió en la Escuela de Señoritas de Mrs. Charles Sedgwick en Lenox, Massachusetts.
En 1854 publicó la novela The Lamplighter, libro que le valió el reconocimiento en su país natal. Se le consideró como "una de las narrativas más naturales y originales". En tan solo ocho meses vendió 40.000 copias y logró la cifra de 70.000 a finales de ese año. Escribió otros libros, incluyendo Mabel Vaughan (1857), pero ninguno de ellos alcanzó el éxito del primero. También realizó publicaciones en revistas y periódicos de la época.
Cummins murió en Dorchester luego de una larga enfermedad el 1 de octubre de 1866.